# Французы в Чили

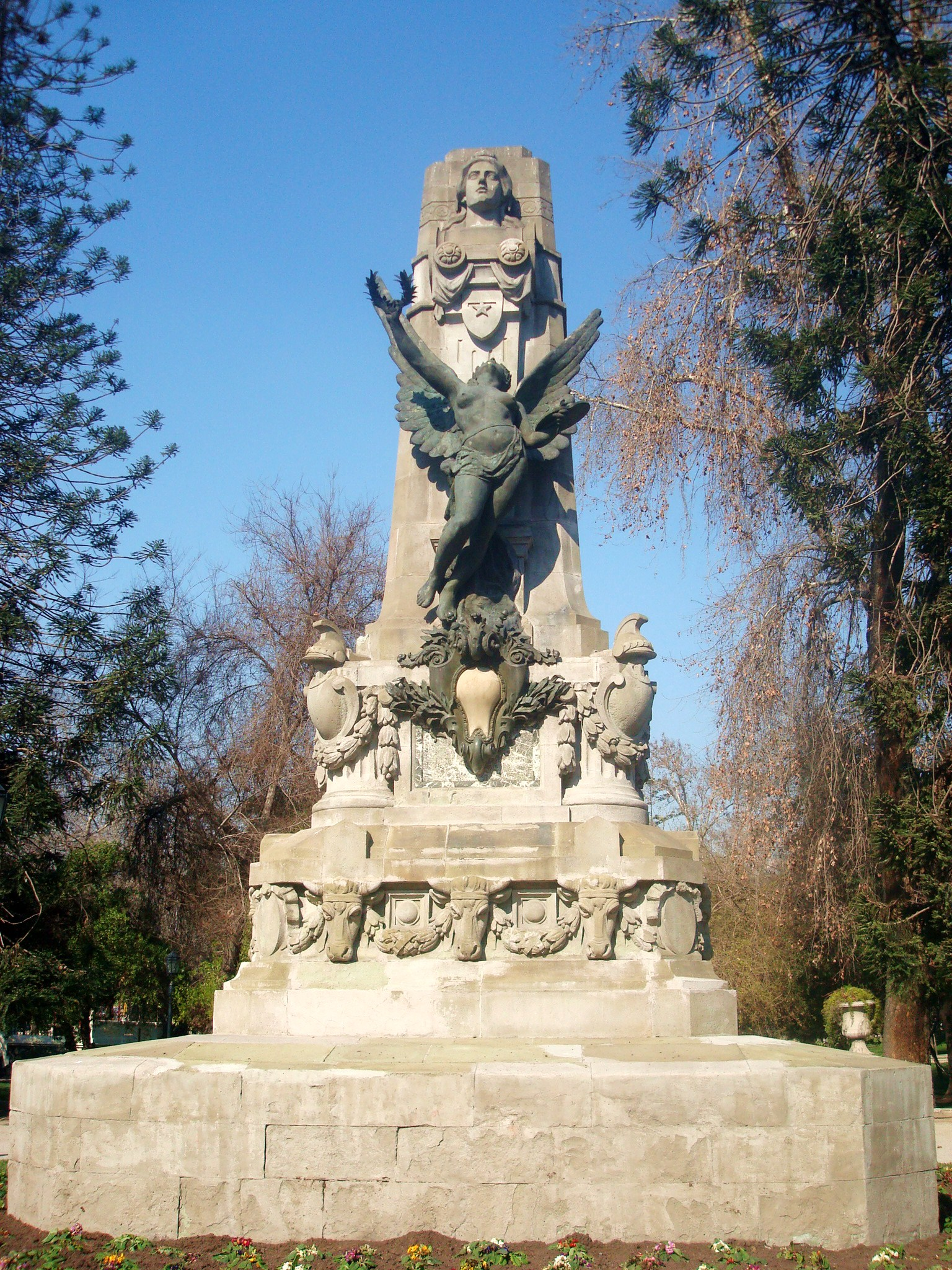
Памятник французским колонистам в Чили (Сантьяго)

Французы в Чили (фр. Français du Chili) являются этнической группой граждан Чили, исторически или этнически имеющие отношение к Франции. Между 1840 и 1940 годом от 20 000 до 25 000 французов иммигрировали в Чили. Страна заняла четвертое место по количеству французских иммигрантов в Южной Америке после Аргентины (239 000), Бразилии (40 000) и Уругвая (более 25 000).

## История
Французы появились в Чили в XVIII веке, прибыв в Консепсьон как купцы, а в середине XIX века для культивирования виноградарства в Продольной долине, которая стала родиной всемирно известного чилийского вина. Область Араукания также играет важную роль в жизни французской диаспоры, так как сюда во второй половине XIX века прибыли французские поселенцы, ставшие фермерами и торговцами. Благодаря родственной латинской культуре французские иммигранты быстро ассимилировались в чилийское общество.
80 % французских эмигрантов, эмигрировавших в Чили с 1840 по 1940 год, происходили из юго-западной Франции, особенно из Атлантических Пиренеев (Страна Басков и Беарн), Жиронды, Шаранты и Приморской Шаранты, а также из области между
департаментами Жер и Дордонь.
Большинство французских иммигрантов поселились в стране между 1875 и 1895 годами. В период с октября 1882 по декабрь 1897 в Чили обосновалось 8413 французов, что составило 23 % всех иммигрантов того периода (уступая лишь испанцам). В 1863 году в Чили было зарегистрировано 2650 французских граждан. В конце века их было уже почти 30 000. По данным переписи 1865 года из 83 220 иностранцев, проживающих в Чили, 6483 были французами, уступая по численности лишь немцам и англичанам. В 1875 году диаспора выросла до 3 тысяч, что составило 12 % из почти 85 тысяч иностранцев в стране. Было подсчитано, что 10 тысяч французов, живших в Чили в 1912 году, составили 7 % от 149 400 французов, проживающих в Латинской Америке.
Во время Второй мировой войны группа из более чем 10 000 чилийцев французского происхождения присоединилась к Свободным французским силам и боролась за освобождение Франции.
Сегодня, по оценкам, более полумиллиона чилийцев имеют французское происхождение, среди них бывший президент Чили Мишель Бачелет и бывший диктатор Аугусто Пиночет. Большое число политиков, бизнесменов и артистов в стране также имеют французские корни.

## Известные франкочилийцы
- Андрес Алламанд, политик, министр обороны (2011—2012)
- Альберто Бачелет, генерал ВВС
- Мишель Бачелет, экс-президент Чили (2006—2010)
- Бартоломе Бланше, генерал армии и временный президент Чили (1932)
- Сезар Кайе, актер
- Альберто Фуийу, бывший футболист и спортивный комментатор
- Альберто Фугет, писатель
- Аугусто д’Алмар, писатель
- Орландо Летельер, экономист и дипломат, министр иностранных и внутренних дел в правительстве Альенде,
- Рене Летелье, шахматист
- Фернандо Мартель, футболист
- Сесилия Морель, нынешняя первая леди Чили (2010 -)
- Магдалена Петит, писательница
- Аугусто Пиночет, генерал армии и военный диктатор (1973—1990)
- Лусия Пиночет, политик
- Хайме Равинет, министр обороны Чили, мэр Сантьяго
- Рене Шнайдер Шеро, генерал армии
- Луис Суберкасо, дипломат и атлет
- Габриэль Вальдес Суберкасо, политик